# 行政院 (汪兆銘政権)
行政院（ぎょうせいいん）は、中華民国（汪兆銘政権）に存在した最高行政機関である。

## 沿革
1940年（民国29年）3月30日の南京国民政府樹立とともに設置され、国民政府代理主席の汪兆銘が院長、褚民誼が副院長に就任した。行政院の発足当初の下部機構は内政・外交・財政・軍政・海軍・教育・司法行政・工商・農礦・鉄道・交通・社会・宣伝・警政の14部と賑務・辺疆・僑務・水利の4委員会であったが、当初から組織の肥大化や官僚主義化が問題になっていた。
1941年（民国30年）8月15日、中央政治委員会第58回会議で行政機構改革（第1次改組）及び人事調整案が採択された。この第1次改組で社会部は廃止され、社会運動指導委員会が独立した。
1943年（民国32年）1月13日には第3次改組が実施された。第3次改組で社会運動指導委員会は廃止され、振務委員会と統合されて社会福利部に改組された。

## 組織
行政院には以下の下部組織が設置された。
- 内政部（中国語版）
- 外交部（中国語版）
- 財政部
- 軍政部（1942年に陸軍部へ改称・軍事委員会へ移管）
- 海軍部（中国語版）（1942年に軍事委員会へ移管）
- 教育部
- 司法行政部
- 工商部（1941年に農礦部と合併して実業部となる）
- 農礦部（1941年に工商部と合併して実業部となる）
- 実業部（中国語版）（1941年に工商部と農礦部が合併して成立）
- 鉄道部（1941年に交通部へ編入）
- 交通部（1943年に水利委員会と合併して建設部となる）
- 社会部（1941年に社会運動指導委員会へ改組）
- 宣伝部
- 警政部（1941年に内政部へ編入）
- 銓敘部（1943年に考試院（中国語版）から行政院へ移管）
- 社会福利部（1943に賑務委員会と社会指導委員会が合併して成立）
- 糧食部（1943年に糧食管理委員会から改組・1944年に実業部へ編入）
- 建設部（1943年に交通部と水利委員会が合併して成立）
- 賑務委員会（1943年に社会指導委員会と合併して社会福利部となる）
- 辺疆委員会（1943年に内政部へ編入）
- 僑務委員会（1943年に外交部へ編入）
- 水利委員会（1943年に交通部と合併して建設部となる）
- 全国経済委員会（中国語版）（1941年に成立・1943年に国民政府の直轄に変更）
- 糧食管理委員会（1940年に成立・1943年に糧食部へ改組）
- 新国民運動促進委員会（1942年に成立・1945年に中国国民党中央党部へ移管）

## 主要な官僚

### 院長・副院長
| 代 | 院長   | 写真 | 在任期間                       | 副院長 |
| -- | ------ | ---- | ------------------------------ | ------ |
| 1  | 汪兆銘 |      | 1940年3月30日 - 1944年11月10日 | 褚民誼 |
| 2  | 陳公博 |      | 1944年11月12日 - 1945年8月16日 | 周仏海 |

### 秘書長
- 陳春圃（1940年3月31日就任）
- 周隆庠（1943年9月10日就任）

### 副秘書長
- 鄒敬芳（中国語版）（1943年1月26日就任）
- 巫蘭渓（1943年1月26日就任）
- 薛蓬元（1943年9月16日就任）
- 胡沢吾（中国語版）（1945年2月6日就任）

### 簡任秘書
注：1944年5月時点の在職者
| - 陳嘯湖 - 周恭生 - 何澄若 | - 鄒理平 - 朱文庚 - 徐文棋 | - 陳国琦 - 林文海 |

### 政務委員
| - 傅式説（1941年8月16日就任） - 李士群（1941年8月16日就任） - 陳君慧（1941年8月16日就任） - 趙尊嶽（1941年8月16日就任） | - 陳済成（1941年12月31日就任） - 蔡培（1942年2月28日就任） - 汪曼（1942年6月4日就任） - 蘇成徳（1942年6月30日就任） | - 戴英夫（1942年8月27日就任） - 顧継武（1942年8月27日就任） - 陳済成（1943年1月13日就任） - 岑徳広（1943年1月13日就任） |

### 参事庁長
- 鄒敬芳（1941年11月25日就任）
- 陳君慧（1940年4月1日就任）

### 法制局長
- 陳允文（1940年4月1日就任）